# Secretaría de Inteligencia
A Secretaría de Inteligencia (Secretaria de Inteligência, S.I) é o principal serviço de inteligência da República Argentina e encabeça o Sistema de Inteligência Nacional argentino.
Chefiada pelo Secretário de Inteligência do Estado que é membro especial do Gabinete de Ministros, a Secretaria de Inteligência é um serviço técnico e operacional encarregado da coleta e produção de informações e da contra-espionagem interna e no exterior, bem como a análise e formação da estratégia de inteligência nacional a fim de lidar com assuntos de Estado. A Secretaria está encarregada também de produzir um ciclo completo de inteligência para o governo. Estruturalmente, a S.I. possui a maior capacidade de coleta de informações na Argentina, visto que conta com numerosas delegacias dentro da Argentina, bem como com bases operacionais e delegações no exterior.
Por lei, a Secretaria é subordinada ao Gabinete do Presidente e é administrada por decretos e leis secretas. Mesmo tendo o acrônimo oficial sido renomeado para S.I. como novo sistema de inteligência nacional, durante a maior parte de sua história foi chamada de Secretaría de Inteligencia de Estado (SIDE) e ainda é assim denominada pelo público.